# Richard Albrecht (Ingenieur)
Johannes Gotthold Richard Albrecht (* 26. August 1871 in Sommerfeld; † 6. März 1945 in Berlin) war ein deutscher Ingenieur.

## Leben
Nach dem Besuch des Gymnasiums ging er von 1892 bis 1896 an die Technische Hochschule in Berlin-Charlottenburg, die er als Ingenieur abschloss, später promovierte er zum Dr.-Ing. 1900 erfolgte seine Ernennung als Regierungsbaumeister. Als solcher war er als Oberlehrer an der preußischen Maschinenbauschule in Berlin tätig. 1908 erfolgte seine Beförderung zum kaiserlichen Regierungsrat und nach Ende des Ersten Weltkrieges zum Geheimen und zum Ober-Regierungsrat.
Eine seiner wichtigsten Publikationen war die 1912 als Band 620 in der Sammlung Göschen erschienene Schrift Die Akkumulatoren für Elektrizität. Er war selbst Mitarbeiter der Sammlung Göschen.
Richard Albrecht war Mitglied des Reichspatentamtes und lebte in Berlin-Zehlendorf.